# مصطفى بن إبراهيم باشا
مصطفى باشا ومصطفى باشا السادس بن إبراهيم، حكم إيالة الجزائر بمنصب داي ما بين مايو 1798 و31 أغسطس 1805، تاريخ اغتياله من قبل الإنكشاري .

## سيرة
خلف بابا حسن باشا، الذي كان الخزنجي (وزير المالية) وابن أخيه، وسبق الحاج علي داي. في عام 1798، أطلق نابليون حملة مصر، أجبر مقر الباب العالي إيالة الجزائر على إعلان الحرب على فرنسا؛ في الوقت نفسه، زودت الجزائر جيش مديرية القمح بكميات كبيرة، من خلال اثنين من التجار، جوزيف كوهين بكري ونفتالي بن موسى بوجنة (أو بوسناخ) وكلاهما قريبان من مصطفى باشا.
ساهمت صادرات القمح إلى فرنسا في انتصار نابليون على العثمانيين في مصر، لكنها أثارت غضب القسطنطينية تجاه مصطفى باشا.
استفاد كم من بوجناح وباكري من تأثيرهم على الداي لإقامة إمبراطورية تجارية وانتهي بهم المطاف بالحصول على احتكار افتراضي للتجارة الدولية في الجزائر.
في فبراير 1800، عين مصطفى باشا بوجناح مسؤولاً عن الجالية اليهودية، اغتال رجال الانكشارية، ضحايا النقص المتكرر في القمح الناجم عن التصدير المفرط وتحت تأثير الباب العالي، بوجناح في 1805.

### العلاقة مع الولايات المتحدة الأمريكية
في أكتوبر 1800، وصل الكابتن ويليام بينبريدج من البحرية الأمريكية إلى الجزائر العاصمة في مهمة لتسليم الجزية السنوية.
كونه في نطاق بطاريات المدفع الجزائرية، وتحت تهديد الأسطول، ألزم مصطفى باشا الكابتن بينبريدج بقبول مهمة لنقل، تحت العلم الجزائري سفيراً وهدايا نحو القسطنطينية، أثارت هذه الحلقة توتراً في الولايات المتحدة.
في 17 يونيو 1802، استولى قراصنة مفوضين من طرابلس على سفينة تدعى فرانكلين، تبحر من مرسيليا إلى جزر الهند الشرقية، رست السفينة في 26 يونيو في الميناء في الجزائر العاصمة، ولكن بعد يومين، أمرهم الداى برخي الحبل (إطلاق السفينة). تُباع فرانكلين وشحنتها في تونس، ونقل الكابتن أندرو موريس وطاقمه بالسلاسل إلى طرابلس.أطلق القنصل البريطاني سراح الرعايا البريطانيين والأجانب. بينما أصبح موريس والأعضاء الأمريكيين في طاقمه سجناء طرابلس. طلب القنصل الأمريكي في الجزائر، ريتشارد أوبراين، من داي أن يتدخل نيابة عنهم، وفي يوليو طلب من باي طرابلس إطلاق سراحهم. في 21 سبتمبر، أطلق سراح الأمريكيين.
في عام 1802، أرسل مصطفى باشا خطابًا إلى الحكومة الأمريكية، حيث قال إنه نجح في الحصول على إطلاق سراح بحارة السفينة فرانكلين، الذين تم احتجازهم في طرابلس . كما طلب إلغاء القنصل جيمس ليندر كاتيكارت الذي كان يحل محل ريتشارد أوبراين.
وصلت نسختان باللغة العربية إلى الولايات المتحدة موقعة مع الختم الرسمي لمصطفى باشا. يتم الاحتفاظ بنسخة واحدة في القسم القنصلي من أرشيف وزارة الخارجية الأمريكية بينما توجد نسخة أخرى في الأرشيف الشخصي للرئيس توماس جيفرسون. عندما وصلت الرسالة في عام 1802، لم يتمكن أحد من ترجمة الرسالة، ولم يكن أوبراين هو الذي ترجم الرسالة إلى الرئيس إلا في مايو 1803. رد الأخير في 16 يوليو 1802، وشكر جهود مصطفى باشا لتحرير البحارة وأطلق عليه اسم قنصل توبياس لير في مكان كاثكارت .

### الوفاة
في 31 أغسطس 1805، اغتال رجال الانكشارية مصطفى باشا عند باب المسجد بعد أسابيع قليلة من صديقه بوجينة. دفن في باب الواد، ثم نُقل إلى زاوية سيدي عبد الرحمن.
يحمل مستشفى مصطفى باشا في الجزائر العاصمة اسمه لأن الأرض التي بُني عليها تعود إلى مصطفى باشا، أوقفه الورثة للمجتمع.

### مواضيع ذات صلة
- داي الجزائر
- الجزائر في عهد الأتراك (1514-1830)
- تاريخ الجزائر
- تاريخ ولاية الجزائر
- تاريخ الجزائر القديم والحديث
- قائمة حكام الجزائر